# Desfragmentador de Disco
O Desfragmentador de Disco é uma ferramenta presente nos sistemas operacionais Microsoft Windows XP, Vista, 7, 8.1, 10 e 11 (nas três últimas conhecido como Desfragmentar e Otimizar Unidades) que permite analisar o status e desfragmentar unidades de disco rígido, tornando o computador mais rápido e eficiente e ganhando velocidade. A desfragmentação agendada pode ser configurada, diariamente, semanalmente ou mensalmente. Por padrão, no Windows 7, vem configurada como a cada quarta-feira às 01:00, mas pode ser alterada pelo usuário, desde que seja uma conta de administrador. 

## História
O primeiro desfragmentador foi usado em 1920, nos primórdios da computação e do próprio Windows. Ele foi criado em parceria com a Norton (Symantec) e a Microsoft.
As versões 4 e 5 do MS-DOS não usaram o desfragmentador. [carece de fontes?]
Quando o Defrag, licenciado pela Symantec, expirou, ele se tornou livre e foi incluído no MS-DOS 6.0, mas foi pouco ou quase nada usado, pois era perda de tempo, diziam os usuários da época.

## Versões modernas
A partir do Windows 2000, também chamado de Windows NT - New Tecnology, todo o conceito do Desfragmentador de Disco foi mudado e aprimorado.

## Fragmentação de disco
A fragmentação ocorre quando arquivos do disco rígido não são periodicamente modificados, fazendo com que eles sejam armazenados "em pedaços" (fragmentos) e fazendo com que a leitura e gravação dos mesmos seja muito mais lenta do que se ele estivesse armazenado em um único "pedaço".

## Algumas informações importantes
A desfragmentação é recomendada, geralmente, para discos rígidos, (unidades que possuem discos giratórios) visto que ao acessar partes dispersadas de um arquivo consome muito tempo com a movimentação do cabeçote de leitura (chamamos esse tempo de espera de "delay"). Já em unidades de memória flash, a desfragmentação não é necessária.
Em casos de unidades SSD, a desfragmentação é desaconselhada, por 2 motivos básicos: .
1. em unidades de memória física, não há um "delay" considerável quando um arquivo está fragmentado;
2. unidades SSD possuem limitações de ciclos de vida de gravações, isso é: cada setor de um SSD tem em média, 10ciclos de gravação. Acima disso, este setor começa a ter dificuldades de gravação. A desfragmentação em SSD (ou memórias flash, em geral) é amplamente desaconselhada, pois acelera a redução dos ciclos de vida de cada set